# Edificacions annexes al Maset
Les Edificacions annexes al Maset és una obra de Malla (Osona) inclosa a l'Inventari del Patrimoni Arquitectònic de Catalunya.

## Descripció
Són interessants perquè en el Municipi de Malla queden poques construccions de tàpia. A la vegada és perfectament visible el sistema de construcció amb encofrats i els fonaments de carreus irregulars de pedra units amb morter de calç.

## Història
La masia està molt deteriorada i resta deshabitada, de manera que només s'usen les dependències de la masia com a magatzem per guardar eines.